# Stazione di Keikyū Taura
La stazione di Anjinzuka (安針塚駅) è una stazione ferroviaria giapponese di Yokosuka, città della prefettura di Kanagawa. È servita dalla linea principale delle Ferrovie Keikyū.

## Line
- Linea Keikyū principale

## Storia
- 1 aprile 1930 - aperta.
- 1 novembre 1941 - è diventata stazione ferroviaria elettrificata.
- 1 maggio 1942 - la stazione ebbe un Tokyo Express.
- 1 giugno 1948 - la stazione è diventata Keihin Electric Express.

## Struttura
La stazione è costituita da due marciapiedi laterali che possono accogliere treni fino a 6 carrozze.
| 1 | ●Linea Keikyū principale | per Yokosuka-Chūō, Uraga e Misakiguchi |
| 2 | ●Linea Keikyū principale | per Yokohama, Shinagawa                |

## Stazioni adiacenti
| «                       | Servizio                                                     | »                       |
| Linea Keikyū principale | Linea Keikyū principale                                      | Linea Keikyū principale |
| ----------------------- | ------------------------------------------------------------ | ----------------------- |
| Transito                | ●Esp. Lim. Rapido verde ●Esp. Lim. Rapido viola ●Keikyū Wing | Transito                |
| Oppama                  | ●Locale                                                      | Anjinzuka               |

## Pagina ufficiale
1. ↑   京急田浦駅 | 路線図・各駅情報 | 電車・駅・路線 | 【KEIKYU WEB】京急電鉄オフィシャルサイト, su www.keikyu.co.jp. URL consultato il 14 dicembre 2018 (archiviato dall'url originale il 29 dicembre 2015).